# Bianka Pap
Bianka Pap (7 de febrero de 2000) es una deportista húngara que compite en natación adaptada. Ganó ocho medallas en los Juegos Paralímpicos de Verano en los años 2016 y 2020.

## Palmarés internacional
| Juegos Paralímpicos | Juegos Paralímpicos     | Juegos Paralímpicos | Juegos Paralímpicos |
| Año                 | Lugar                   | Medalla             | Prueba              |
| ------------------- | ----------------------- | ------------------- | ------------------- |
| 2016                | Río de Janeiro (Brasil) | Medalla de plata    | 100 m espalda S10   |
| 2016                | Río de Janeiro (Brasil) | Medalla de bronce   | 200 m estilos SM10  |
| 2020                | Tokio (Japón)           | Medalla de oro      | 100 m espalda S10   |
| 2020                | Tokio (Japón)           | Medalla de plata    | 200 m estilos SM10  |
| 2020                | Tokio (Japón)           | Medalla de plata    | 400 m libre S10     |
| 2024                | París (Francia)         | Medalla de oro      | 100 m espalda S10   |
| 2024                | París (Francia)         | Medalla de plata    | 200 m estilos SM10  |
| 2024                | París (Francia)         | Medalla de bronce   | 400 m libre S10     |